# Završje Podbelsko
Završje Podbelsko is een plaats in de gemeente Novi Marof in de Kroatische provincie Varaždin. De plaats telt 852 inwoners (2001).